# Delray Beach International Tennis Championships 1999 - Qualificazioni doppio
Le qualificazioni del doppio  del Delray Beach International Tennis Championships 1999 sono state un torneo di tennis preliminare per accedere alla fase finale della manifestazione. I vincitori dell'ultimo turno sono entrati di diritto nel tabellone principale. In caso di ritiro di uno o più giocatori aventi diritto a questi sono subentrati i lucky loser, ossia i giocatori che hanno perso nell'ultimo turno ma che avevano una classifica più alta rispetto agli altri partecipanti che avevano comunque perso nel turno finale.
Le qualificazioni del doppio del torneo Delray Beach International Tennis Championships 1999 prevedevano 4 coppie partecipanti di cui una è entrata nel tabellone principale.

## Teste di serie
1. Devin Bowen /  Grant Silcock (primo turno)

1. David DiLucia /  Michael Sell (primo turno)

## Qualificati
1. Geoff Grant  /   T. J. Middleton

## Tabellone

### Legenda
| - Q = Qualificato - WC = Wild card - LL = Lucky loser | - ALT = Alternate - SE = Special Exempt - PR = Protected Ranking | - w/o = Walkover - r = Ritirato - d = Squalificato |

|  | Primo turno | Primo turno                    | Primo turno                    | Primo turno | Primo turno |  |  | Ultimo turno                   | Ultimo turno                   | Ultimo turno                   | Ultimo turno | Ultimo turno |  |
|  |             |                                |                                |             |             |  |  |                                |                                |                                |              |              |  |
|  |             | Petr Korda Paradorn Srichaphan | Petr Korda Paradorn Srichaphan | 7           | 6           |  |  |                                |                                |                                |              |              |  |
|  | 1           | Devin Bowen Grant Silcock      | Devin Bowen Grant Silcock      | 5           | 4           |  |  | Petr Korda Paradorn Srichaphan | Petr Korda Paradorn Srichaphan | Petr Korda Paradorn Srichaphan | 2            | 4            |  |
|  |             | Geoff Grant T. J. Middleton    | Geoff Grant T. J. Middleton    | 6           | 6           |  |  | Geoff Grant T. J. Middleton    | Geoff Grant T. J. Middleton    | Geoff Grant T. J. Middleton    | 6            | 6            |  |
|  | 2           | David DiLucia Michael Sell     | David DiLucia Michael Sell     | 4           | 4           |  |  |                                |                                |                                |              |              |  |